# 산마리노의 세 개의 탑

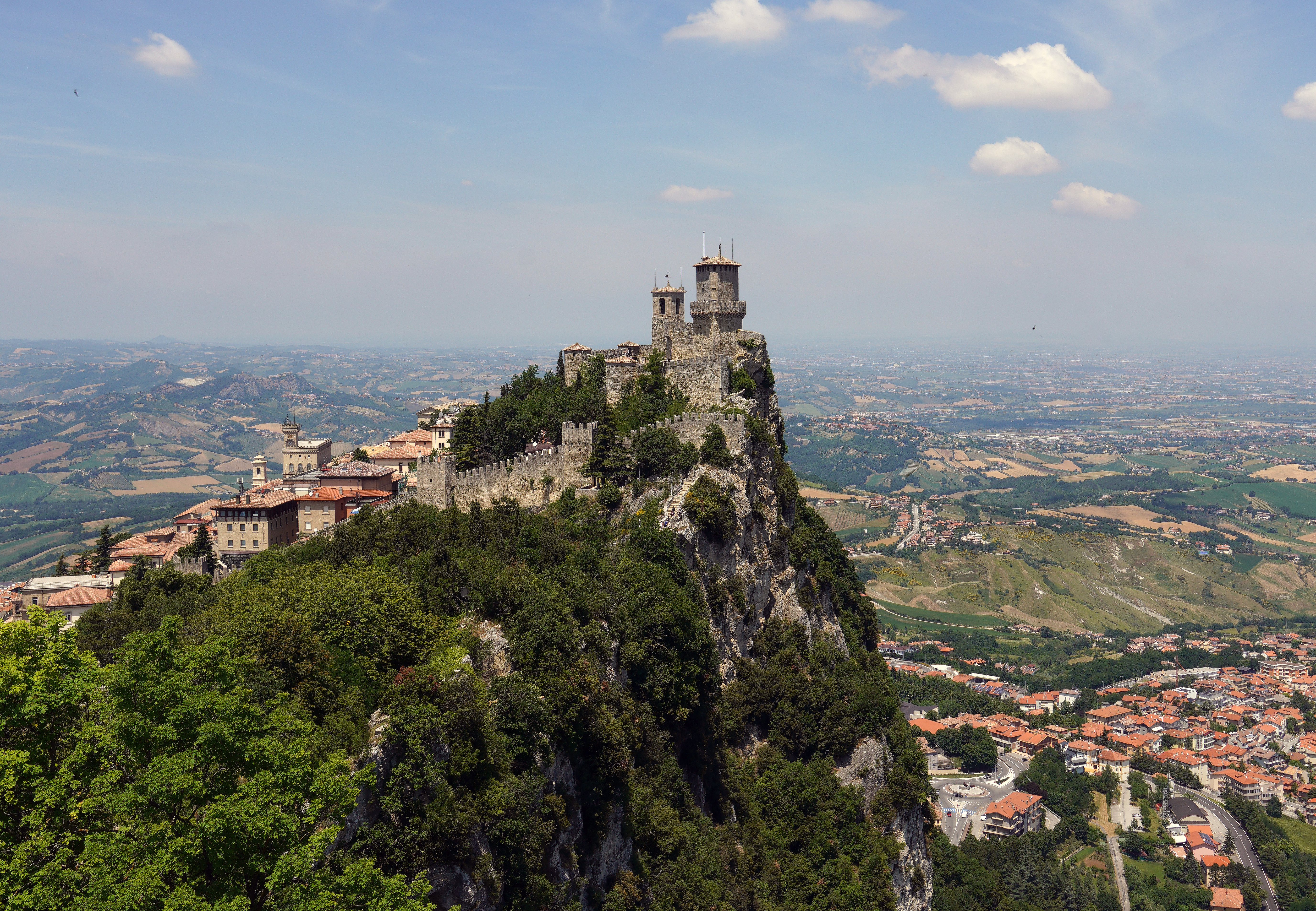
프리마 토레

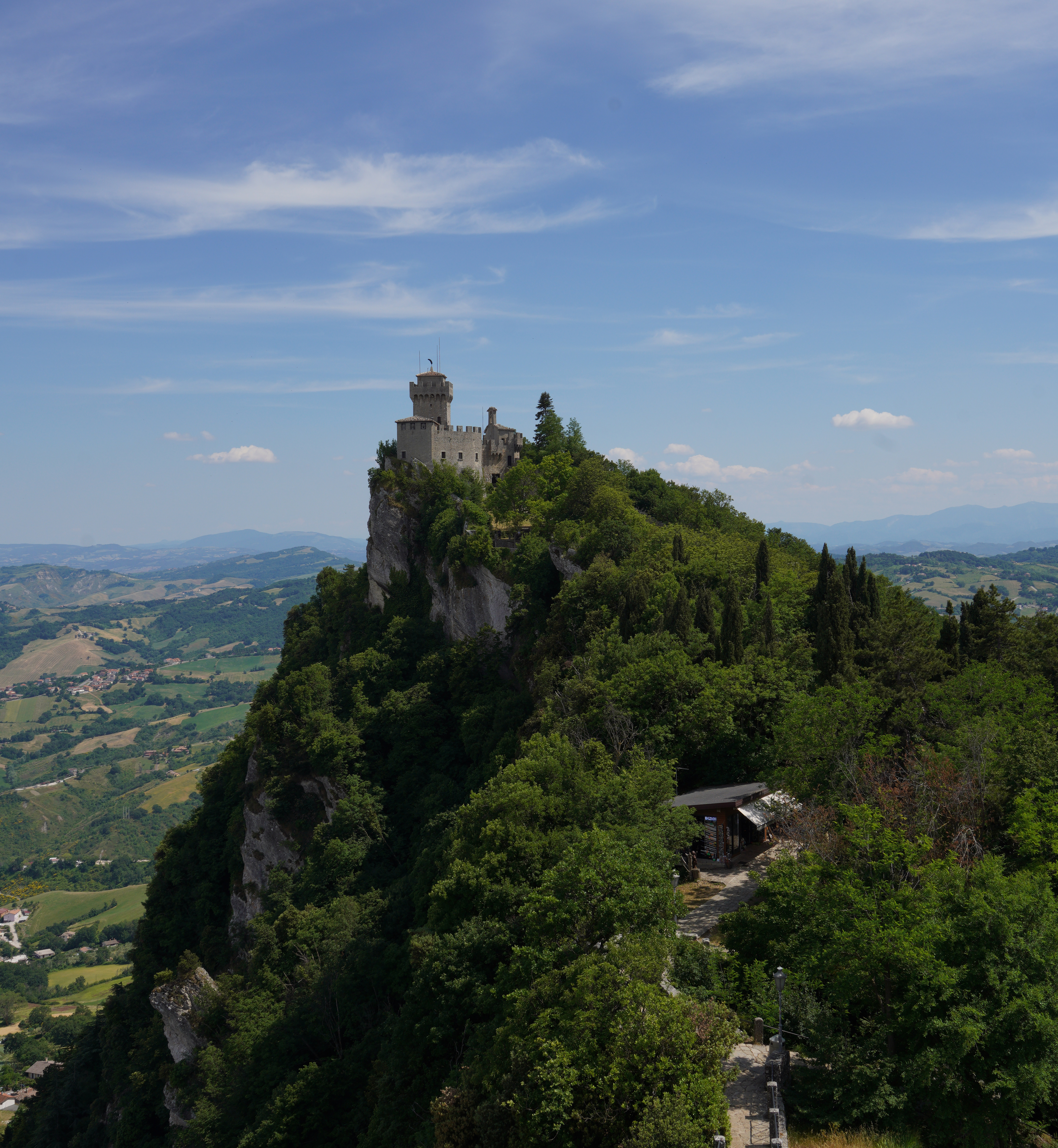
세콘다 토레

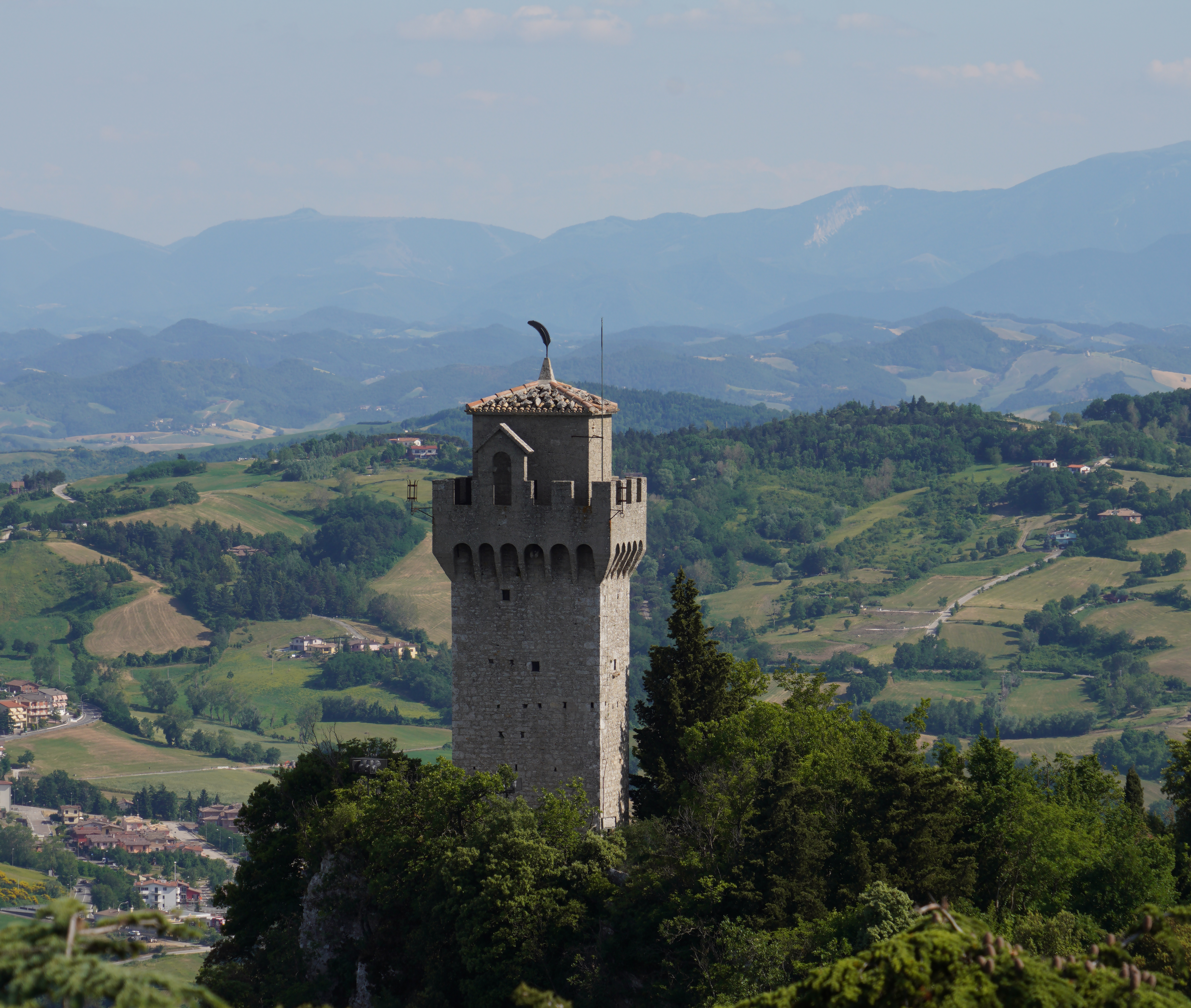
테르차 토레

산마리노의 세 개의 탑(이탈리아어: Torri di San Marino)은 산마리노 산마리노 시에 있는 3개의 탑으로 티타노산을 형성하는 3개의 산봉우리에 위치한다. 첫 번째 탑은 프리마 토레(Prima Torre, 과이타(Guaita)), 두 번째 탑은 세콘다 토레(Seconda Torre, 체스타(Cesta)), 세 번째 탑은 테르차 토레(Terza Torre, 몬탈레(Montale))이다.